# 佐佐木勇
佐佐木勇（1921年11月5日—？），大日本帝国陸軍軍人、航空自衛官。太平洋战争时期的战斗机驾驶员，战斗王牌。最終军衔是准尉。